# Głuszyca (gemeente)
De gemeente Głuszyca is een stad- en landgemeente in het Poolse woiwodschap Neder-Silezië, in powiat Wałbrzyski.
De zetel van de gemeente is in Głuszyca.
Op 30 juni 2004 telde de gemeente 9379 inwoners.

## Oppervlakte gegevens
In 2002 bedroeg de totale oppervlakte van gemeente Głuszyca 61,92 km², waarvan:
- agrarisch gebied: 32%
- bossen: 53%

De gemeente beslaat 12,04% van de totale oppervlakte van de powiat.

## Demografie
Stand op 30 juni 2004:
| Omschrijving                   | Totaal | Totaal | Vrouwen | Vrouwen | Mannen | Mannen |
| ------------------------------ | ------ | ------ | ------- | ------- | ------ | ------ |
| eenheid                        | aantal | %      | aantal  | %       | aantal | %      |
| inwoners                       | 9379   | 100    | 4880    | 52      | 4499   | 48     |
| bevolkingsdichtheid (inw./km²) | 151,5  | 151,5  | 78,8    | 78,8    | 72,7   | 72,7   |

In 2002 bedroeg het gemiddelde inkomen per inwoner 1439,39 zł.

## Administratieve plaatsen (sołectwo)
Głuszyca Górna, Grzmiąca, Kolce, Łomnica, Sierpnica.

## Aangrenzende gemeenten
Jedlina-Zdrój, Mieroszów, Nowa Ruda, Walim. De gemeente grenst aan Tsjechië.